# 朱榮 (1970年)
朱荣（1970年2月—），男，汉族，大学硕士，中共党员。 现任宿迁市人民政府党组成员、副市长，市公安局党委书记、局长、督察长，市委政法委副书记。

## 人物履历
2007年6月，先后任江苏省公安厅刑事侦查局副局长、刑事警察总队副总队长、有组织犯罪侦查总队副总队长； 2011年7月，明确为正处级； 2011年7月至2013年12月，援疆任新疆伊犁州公安局副局长； 2014年5月，任江苏省公安厅反恐怖工作总队总队长兼警用航空管理办公室副主任； 2018年9月，晋升为一级高级警长； 2022年6月，任江苏省公安厅南京禄口国际机场公安局局长、机场工作处处长； 2022年9月，宿迁市政府党组成员、副市长，市公安局党委书记、局长、督察长，市委政法委副书记。

## 工作分工
负责公安、司法、法制、经济仲裁、信访方面工作。 主持市公安局全面工作，分管市司法局、仲裁委秘书处、信访局。 联系市国家安全局。